# Adrapsa radiata
Adrapsa radiata är en fjärilsart som beskrevs av Pierre E.L. Viette 1965. Adrapsa radiata ingår i släktet Adrapsa och familjen nattflyn. Inga underarter finns listade i Catalogue of Life.